# Jaroslav Poslušný
Jaroslav Poslušný (* 17. Juni 1948 in Brno) ist ein ehemaliger tschechoslowakischer Radrennfahrer und nationaler Meister im Radsport.

## Sportliche Laufbahn
Poslušný war im Straßenradsport aktiv. 1972 gewann er zwei Etappen in der DDR-Rundfahrt und belegte beim Sieg von Fedor den Hertog den 6. Platz. Im Milk Race wurde er Sieger der Sprintwertung und kam auf den 33. Gesamtrang. 1974 wurde er Sieger der Jugoslawien-Rundfahrt vor Wolfgang Steinmayr. 1975 wurde er Zweiter in diesem Etappenrennen hinter Petr Matoušek. 1975 holte er einen Etappensieg im Milk Race (10. Platz). 1979 siegte Poslušný in der Slowakei-Rundfahrt. Die Internationale Friedensfahrt fuhr er zweimal. 1973 wurde er 24. und 1980 29. der Gesamtwertung.
1981 fuhr eine Saison als Berufsfahrer im Radsportteam Puch-Wolber-Campagnolo.